# Mehmed V.
Mehmed V. Rešad (osman. tur. محمد خامس, tur. Mehmed V Reşad, Reşat Mehmet) (Istanbul, 2. studenog 1844. – Istanbul, 3. srpnja 1918.), osmanski sultan (1909. – 1918.) iz Otomanske dinastije. Za njegove vladavine, Osmansko Carstvo je izgubilo gotovo sve europske posjede, ali i brojne teritorije na Bliskom istoku.

## Životopis
Mehmed V. postaje sultan 27. travnja 1909. godine poslije svrgavanja brata Abdul Hamida II. Iste godine donosi se zakon kojim se smanjuje moć sultana čime Turska postaje ustavna monarhija, što je označilo pobjedu mladoturskog pokreta.
Godine 1912. turska vojska je, tijekom prvog balkanskog rata, potučena od ujedinjenih trupa Srbije, Crne Gore, Grčke i Bugarske, čime je sav teritorij na Balkanu, s izuzetkom Istanbula postao nepovratno izgubljen za carstvo. Istovremeno, Turska se nalazila u ratu s Italijom koja osvaja Libiju i otok Rod.
Tijekom drugog balkanskog rata 1913. godine Turska sudjeluje u pobjedničkoj protubugarskoj koaliciji što joj dopušta minimalno proširenje teritorija oko Istanbula.
Dana 29. listopada 1914. godine Turska je odlukom sultana Mehmeda V. ušla u Prvi svjetski rat (1914. – 1918.) na strani Njemačke i Centralnih sila, što se naposljetku negativno odrazilo na daljnju sudbinu Osmanskog Carstva i same vladajuće dinastije.

### Gennocid nad Armencima
On je bio izravan krivac za Armenski genocid, u kojem je pobijeno oko milijun Armenaca. Njegov prethodnik, Abdul Hamid II., je počinio prvi pokolj nad Armencima, 1894. i 1896. i time u potpunosti rasplamsao nacionalnu nesnošljivost u Osmanskom carstvu.
Umro je 3. srpnja 1918. godine nekoliko mjeseci prije kapitulacije Turske. Naslijedio ga je Mehmed VI.